# Estação Campinas
A Estação Cultura “Prefeito Antônio da Costa Santos”, também conhecida como Estação de Campinas, Estação Central de Campinas ou Estação da Fepasa, é a antiga estação ferroviária central da cidade de Campinas, no interior do estado de São Paulo, no Brasil e desde 2002, funciona como um centro cultural. 
Foi eleita, em 2007, uma das Sete Maravilhas da Cidade.

## História
Inaugurada em 11 de agosto de 1872, seu propósito veio com a necessidade de transportes em um período de grande crescimento da produção cafeeira e traçava o percurso Campinas-Jundiaí. A Estação é marca das profundas transformações que Campinas estava passando no século XIX, geradas pelo grande processo de industrialização e urbanização. Foi tombada como patrimônio histórico e cultural da cidade em 1982 pelo CONDEPHAAT. Construída com tijolos importados da Inglaterra, preserva até hoje a arquitetura que remete à Era Vitoriana. Em 1884, havia sido concluído o seu corpo central, acrescido, até 1930, de duas alas laterais.
A estação ferroviária foi ponto de partida dos soldados constitucionalistas que seguiam para os campos de batalha na Revolução de 1932.
Do lado externo da estação, é possível acessar um túnel de pedestres de 200 metros de extensão, construído em 1918. A passagem liga o centro da cidade à Vila Industrial.
Serviu como estação ferroviária até 15 de março de 2001, data em que partiu o último trem de passageiros, com destino a Araraquara. No mesmo ano, em razão da futura desativação da Rede Ferroviária Federal (RFFSA), o então Prefeito Antônio da Costa Santos, o Toninho, com autorização da União, transformou o espaço num centro cultural, administrado pela Prefeitura. A inauguração da Estação Cultura aconteceu em 11 de agosto de 2002, exatos 130 anos após ter sido realizada a viagem inaugural do trem que ligava Jundiaí a Campinas. Toninho não chegou a ver a Estação Cultura inaugurada, pois ainda em 10 setembro de 2001, ele foi assassinado.
Em 09 de setembro de 2011, em sua homenagem, o então prefeito Demétrio Vilagra assina o decreto municipal nº 17.402, publicado no Diário Oficial do Município no dia 12 de setembro em que nomeia Estação Cultura Prefeito Antônio da Costa Santos o complexo cultural.

## Galeria

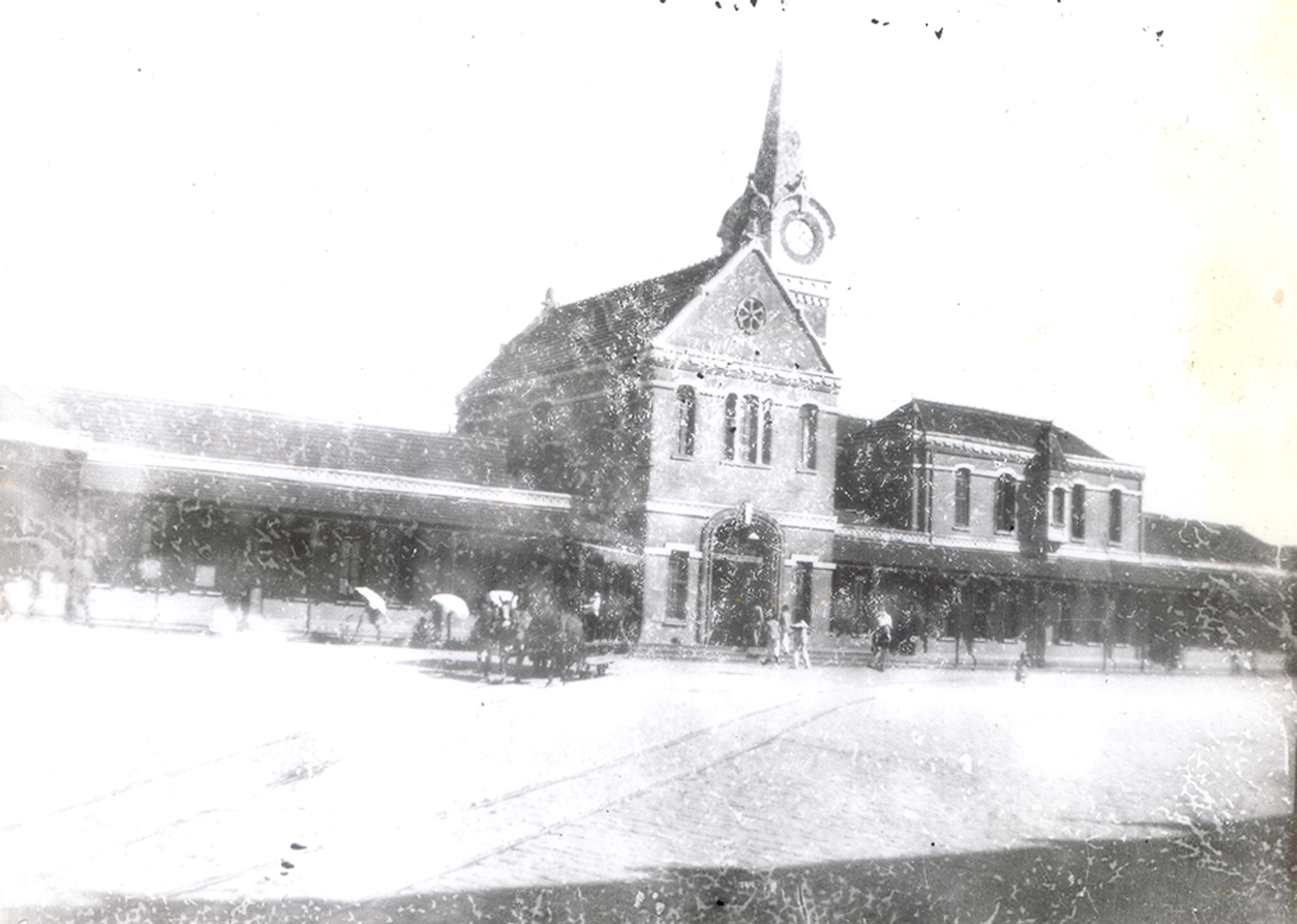
1900
cerca de 1915 a 1920
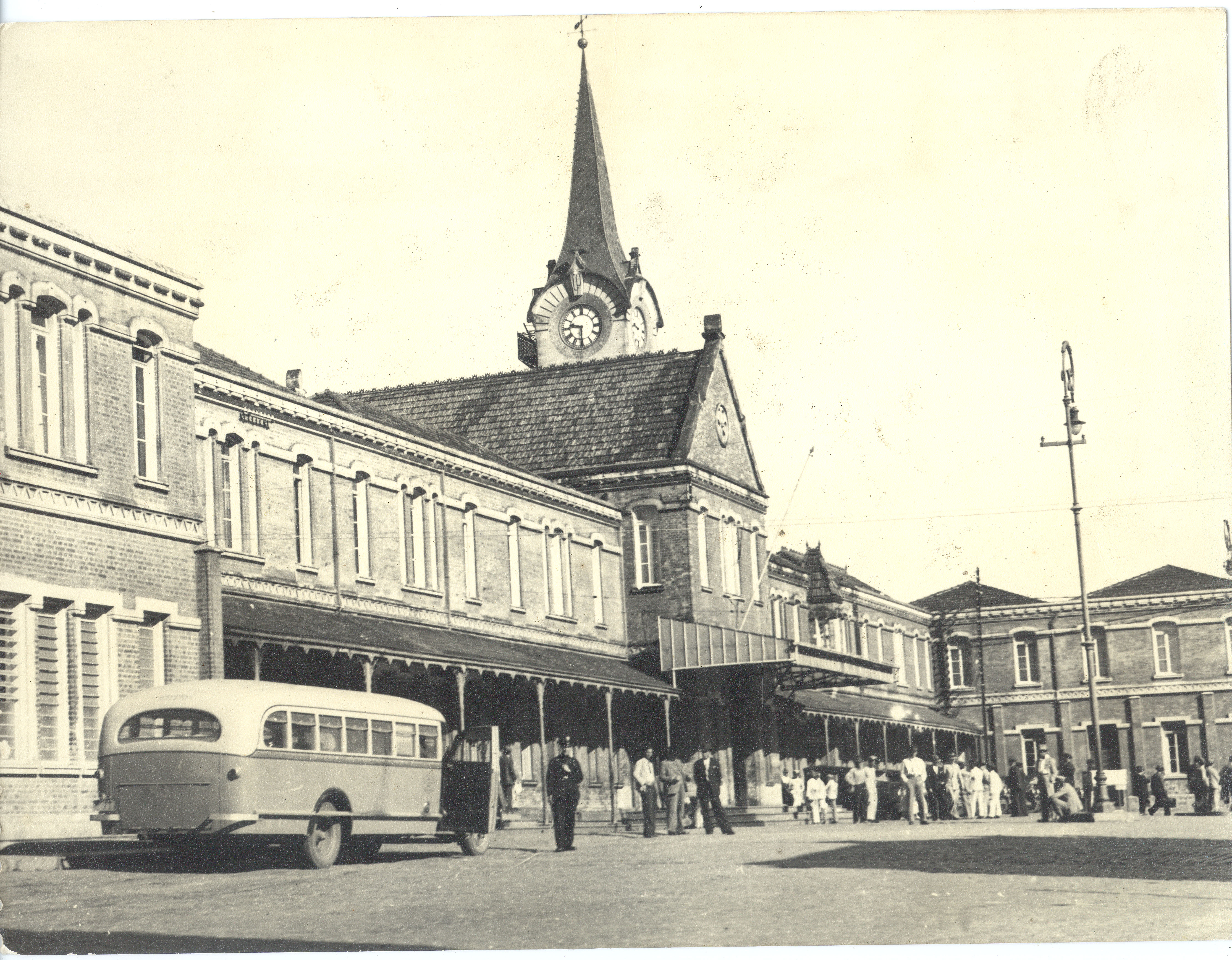
1933
década de 1940